# إيتاكوي (لاعب كرة قدم)
إيتاكوي هو لاعب كرة قدم برازيلي في مركز الدفاع، ولد في 15 أغسطس 1990 في إيتاكوي في البرازيل. لعب مع نادي بوتافوغو اس بي.

## وصلات خارجية
- إيتاكوي (لاعب كرة قدم) على موقع قاعدة بيانات كرة القدم.إي يو (الإنجليزية)
- إيتاكوي (لاعب كرة قدم) على موقع Soccerway.com (الإنجليزية)